# Maria Theodor Strewe
Maria Theodor Strewe (* 19. Februar 1874 in Siegen (Westfalen); † 26. November 1950 in Berlin-Nikolassee), eigentlich Theodor Bernhard Maria Aloysius Strewe, Autorenname M. Theodor Strewe, war ein deutscher konservativer Journalist der Deutschen Allgemeinen Zeitung (DAZ), Schriftsteller, Diplomat, Wirtschaftsvertreter und China-Experte.

## Leben
Theodor Strewe wurde in Siegen (Westfalen) geboren und katholisch getauft. Seine Eltern waren Bernhard Strewe, Landgerichtsrat in Münster (Westfalen), und Maria Hundt.
Strewe studierte an der Universität Berlin Rechtswissenschaften und legte in Berlin das Referendar-Staatsexamen ab. Zugleich erlernte er Chinesisch.

### Beruf
Er trat in den Dienst des Auswärtigen Amtes ein und kam 1901 zur deutschen Gesandtschaft in Peking. Zugleich lehrte er Verwaltungsrecht an der Kaiserlich-Chinesischen Universität und wurde Lehrer an der Dolmetscherschule des Auswärtigen Amts. 1907 nahm er seinen Abschied vom diplomatischen Dienst. Er bildete sich an mehreren Hochschulen in technischen Fächern fort, um eine Karriere in der Wirtschaft einzuschlagen, und nannte sich in den nächsten Jahre in Publikationen „Ingenieur“. Ob er tatsächlich einen Ingenieurabschluss erhalten hatte, ist unbekannt. Er wurde Geschäftsvertreter von Brown Boveri & Co. AG (BBC), der Adolph Saurer AG in Arbon (Bodensee) und anderen Maschinenherstellern, zunächst in Siam (heute Thailand), ab 1909 bis 1918 in China.
Bevor er nach China übersiedelte, heiratete er (siehe unten) und nahm seine Ehefrau mit. Ihre zwei Söhne wurden in China geboren. Nach Kriegsende wurde das Ehepaar Strewe 1919 gezwungen, nach Deutschland zurückzukehren.
1919/20 betrieb Strewe in Berlin eine Agentur („Propagandabüro“), mit der er deutsche Industrieunternehmen für Handel und Investitionen in China interessieren und sie beim Schritt nach Asien begleiten wollte. Dies wurde bald erleichtert durch ein deutsch-chinesisches Handelsabkommen (1921). So wurde der Schwerindustrielle Hugo Stinnes auf Strewe aufmerksam. Er arbeitete ein Jahr lang in Stinnes-Unternehmen in Hamburg, dann gründete er die Hugo Stinnes China Company in Shanghai. 1923 beendete er diese Aufgabe und kehrte nach Berlin zurück.
Strewe wurde nun Politikredakteur der Deutschen Allgemeinen Zeitung (DAZ), die von 1920 bis 1924 zum Stinnes-Konzern gehörte. Er berichtete und kommentierte vor allem Themen aus Asien. Sein bevorzugter Autorenname war „M. Theodor Strewe“.
1930 bis 1932 unterbrach er seine journalistische Laufbahn. Chinas Regierung hatte Interesse an einer Kooperation mit der deutschen Industrie, um seine Eisenbahn und verwandte Wirtschaftszweige zu entwickeln. Es sprach 1928 eine Einladung an den Reichsverband der Deutschen Industrie (RDI) aus. Der RDI reagierte 1930/31 mit der Bildung einer Delegation und der Gründung der China-Studien-Gesellschaft, deren Generalsekretär Strewe wurde. In deren Auftrag bereiste er das Land, koordinierte Firmenkontakte für Im- und Export sowie Direktinvestitionen und vermittelte auch den akademischen Austausch. Chinas Regierung, die sich seit 1927 im Bürgerkrieg befand und internationalen Waffenembargos unterlag, war auch an verdeckten Rüstungspartnerschaften interessiert; Strewe fungierte als Mittelsmann zur deutschen Reichswehr und Rüstungsfirmen.
Zurück in Berlin, besetzte er wieder seine Stelle als Politikredakteur bei der DAZ. Er war Mitglied im Deutschen Herrenklub, einer einflussreichen, mehrere Hundert Mitglieder starken Organisation der konservativen Oberschicht und jungkonservativen Intellektuellenzirkeln. Er gehörte aber auch zum von den DDP-Politikern Erich Koch-Weser und Werner Stephan begründeten Uhle-Kreis, in dem sich liberale und liberalkonservative Politiker und Journalisten trafen. Stephan nannte Strewe später „eine feste Stütze“.
Im Dezember 1932 wurde er als Nachfolger von Georg Schweitzer Vorsitzender der Berliner Pressekonferenz, dem Vorläufer der Bundespressekonferenz. In diesem Amt moderierte er als Gastgeber im Palais Leopold die täglichen Zusammenkünfte der Journalisten mit dem Reichspressechef und den Sprechern der Ministerien. Im April 1933 waren fast alle linken und liberalen (sowie jüdischen) Korrespondenten ausgeschieden, und bei der Wahl des neuen Vorstands wurde Strewe zwar bestätigt, jedoch waren seine Vorstandskollegen nun ausschließlich rechtskonservative, nationalistische und nationalsozialistische Journalisten. Im Juni 1933 verlor Strewe sein Amt dennoch, weil Joseph Goebbels die institutionalisierte Pressekonferenz als unabhängigen Gastgeber der Regierung auflöste und die täglichen Konferenzen direkt dem Reichsministerium für Volksaufklärung und Propaganda unterstellte.
Strewe gab seine Tätigkeit bei der DAZ bald auf. Mit 19 Jahren Erfahrung in China konzentrierte er sich nun wieder auf die internationalen Wirtschaftskontakte sowie die China-Studien-Gesellschaft, die zu Expertenrunden einlud, und nannte sich „wissenschaftlicher Schriftsteller“. In der Zeit des Nationalsozialismus erhielt er von der chinesischen Regierung einen Orden.  Er hielt auch noch während der Kriegsjahre – als geschäftsführendes Mitglied der China-Studiengesellschaft und seit 1939 Mitglied der Staatswissenschaftlichen Gesellschaft zu Berlin – Vorträge über die Lage in Ostasien und die Rolle Deutschlands in der fernen Region. Laut Werner Stephan war Strewe ein „erbitterter Opponent des Bündnisses mit Japan“.
Als China-Experte war er auch noch nach dem Zweiten Weltkrieg bekannt und gefragt, als 1948/49 der chinesische Bürgerkrieg endete und Mao Zedong die Volksrepublik gründete. Er engagierte sich bei der wiederbelebten Deutsch-Ostasiatischen Gesellschaft, die von Berlin aus neue Wirtschaftskontakte knüpfte. Zu dieser China-Expertise suchten auch Vertreter der neuen Ostberliner DDR-Regierung Kontakt. Im März 1950 interviewte das Nachrichtenmagazin Der Spiegel ausführlich den schon 77-jährigen, kurz vor seinem Tod stehenden Strewe („der mit seinem Spitzbart selbst aussieht wie ein Mandarin“) zu den neuen Exportchancen für die westdeutsche Industrie und den Möglichkeiten für Industrie-, Bau- und Logistikwirtschaft, an Chinas Aufbau mitzuverdienen.
Strewe starb am 26. November 1950 an Lungenentzündung, Herz- und Kreislaufversagen an seinem Wohnort Berlin-Nikolassee.

### Ehe und Familie
Am 8. März 1909 schloss Strewe in Frankfurt am Main die Ehe mit der Tochter eines Richters aus Fulda, Anna Helene Lucie Schotten (* 30. Juni 1887 in Hilders (Kreis Gersfeld) bei Fulda; 16. Juli 1981 in Berlin-Zehlendorf). Die junge Frau, die sich in Frankfurt für das Frauenwahlrecht engagiert hatte, war noch nicht volljährig. Sie heirateten in der Schweiz. Das Standesamt Frankfurt vollzog die Eheschließung nach. Lucie teilte die konservativen Einstellungen ihres Gatten ebenso wenig wie ihr Sohn Odo. Beide waren zeitweise Mitglieder der KPD. Theodor Strewe war jedoch sehr tolerant. Während der Zeit des Nationalsozialismus waren Lucie und Odo in Gefahr, gedeckt nur durch die Prominenz und ranghohen Kontakte ihres konservativen Ehemanns. Der Sohn floh 1937 aus Berlin, weil er eine Verhaftung durch die Gestapo befürchtete.  Lucie versteckte und versorgte mehrere verfolgte Berliner Juden. Darunter war der ehemalige Warenhausleiter beim Tietz & Karstadt Konzern, Josef Scherek.
Sie wurde vom Berliner Senat als „Stille Heldin“ geehrt. Nach ihr wurden die im Jahr 2016 gegründete Lucie Strewe Stiftung sowie der Lucie-Strewe-Platz (seit 2018) in Berlin-Zehlendorf benannt.